# Michał Wulfers
Michał Franciszek Wulfers (ur. 1765, zm. 28 czerwca 1794 w Warszawie) – polski prawnik, adwokat.

## Życiorys
Pochodził z rodziny mieszczańskiej, był synem Jana. Karierę prawniczą zrobił w młodym wieku, wyróżniając się jako utalentowany mówca. Otworzyło mu to drogę do nobilitacji – tytuł szlachecki otrzymał razem z grupą warszawskiej inteligencji, między innymi Franciszkiem Barssem, Adamem Mędrzeckim i Antonim Mianowskim. W marcu 1794 został mianowany następcą zmarłego syndyka miasta Warszawy Michała Świniarskiego, z którym przez kilka lat współpracował. Raporty agentów posła rosyjskiego Osipa Igelströma kojarzyły go z konspiracyjną działalnością na rzecz zbliżającej się insurekcji.
Po przejęciu stolicy przez siły Tadeusza Kościuszki Wulfers wszedł do Rady Miejskiej oraz Rady Zastępczej Tymczasowej (organu doradczego naczelnika insurekcji). Pracował także w Komisji Dyplomatycznej, kierowanej przez Jana Kilińskiego; współpraca z tym ostatnim nie układała się dobrze. Jako umiarkowanego działacza powstania i przeciwnika ulicznych samosądów, a zarazem wziętego oratora, Wulfersa kilkakrotnie delegowano do uspokojenia tłumów warszawskich. Czynności te przysporzyły adwokatowi licznych przeciwników wśród radykałów. Wulfersa oskarżano między innymi o ukrywanie dokumentów kompromitujących króla Stanisława Augusta Poniatowskiego oraz utrzymywanie kontaktów z niektórymi więźniami insurekcji, zwłaszcza ze szpiegiem Karolem Boscampem-Lasopolskim.
W obliczu tych oskarżeń radykałowie doprowadzili do usunięcia Wulfersa ze składu Rady Miejskiej, a następnie 18 maja 1794 do jego aresztowania. 28 czerwca 1794 Wulfers zginął na szubienicy przed kościołem bernardynów w Warszawie, powieszony przez podburzony tłum. Śmierć tegoż dnia poniosło kilka innych osób o reputacji zdrajców, między innymi biskup Ignacy Jakub Massalski, kasztelan Antoni Stanisław Czetwertyński-Światopełk czy Karol Boscamp-Lasopolski; pewną formą rehabilitacji Wulfersa, o którym zachowały się pozytywne opinie większości współczesnych mu pamiętnikarzy (w tym samego Jana Kilińskiego a nawet Kościuszki), była zgoda prezydenta Warszawy Ignacego Wyssogoty Zakrzewskiego na pochówek na cmentarzu bernardyńskim, czego odmówiono innym powieszonym.
Dwóch braci Michała Wulfersa było pedagogami Szkoły Rycerskiej – Jan Szczepan wykładał historię i literaturę polską, Piotr opiekował się zbiorami biblioteki. Żoną Wulfersa była córka dyrektora Szkoły Rycerskiej Michała Jana Hubego.